# Belize na letnich igrzyskach olimpijskich
Reprezentacja Belize na letnich igrzyskach olimpijskich po raz pierwszy wystartowała podczas igrzysk w Meksyku w 1968 roku. Wtedy to wystartowało 7 zawodników. Na igrzyskach w roku 1968 i 1972, kiedy Belize było jeszcze kolonią brytyjską zawodnicy z tego kraju startowali jako reprezentanci Hondurasu Brytyjskiego.
Jak dotąd reprezentanci Belize nie zdobyli ani jednego medalu.

## Klasyfikacja medalowa
| Miejsce             | Złoto | Srebro | Brąz | Razem |
| ------------------- | ----- | ------ | ---- | ----- |
| 1968 Meksyk         | 0     | 0      | 0    | 0     |
| 1972 Monachium      | 0     | 0      | 0    | 0     |
| 1976 Montreal       | 0     | 0      | 0    | 0     |
| 1984 Los Angeles    | 0     | 0      | 0    | 0     |
| 1988 Seul           | 0     | 0      | 0    | 0     |
| 1992 Barcelona      | 0     | 0      | 0    | 0     |
| 1996 Atlanta        | 0     | 0      | 0    | 0     |
| 2000 Sydney         | 0     | 0      | 0    | 0     |
| 2004 Ateny          | 0     | 0      | 0    | 0     |
| 2008 Pekin          | 0     | 0      | 0    | 0     |
| 2012 Londyn         | 0     | 0      | 0    | 0     |
| 2016 Rio de Janeiro | 0     | 0      | 0    | 0     |
| 2020 Tokio          | 0     | 0      | 0    | 0     |

## Medaliści letnich igrzysk olimpijskich z Belize

### Złote medale
Brak

### Srebrne medale
Brak

### Brązowe medale
Brak